# Nina Gantz
Nina Gantz (Amsterdam, 1987) is een Nederlands filmregisseur van animatiefilms.
Gantz is de dochter van Loes Luca en Bernard Gantz. Ze studeerde in 2010 af aan de Akademie voor Kunst en Vormgeving St. Joost in Breda met de korte animatiefilm Zaliger, die een Gouden Panda won op het Sichuan TV Festival in Sichuan. In 2015 studeerde ze af aan de National Film and Television School nabij Londen met Edmond, een stop-motionfilm met poppen. De film won onder andere de prijs voor beste korte animatiefilm op het Sundance Film Festival en een BAFTA Award.
In 2024 won ze het Gouden Kalf voor Beste Korte Film. Deze won ze voor haar animatiefilm Wander to Wonder. Ook wist ze een BAFTA-award en een Oscarnominatie binnen te slepen.